# Angelo Taylor
Angelo Taylor (nascido em 29 de dezembro de 1978) é um velocista norte-americano, vencedor dos 400 metros com barreiras nos Jogos Olímpicos de Verão de 2000 e 2008. Além disso, também conquistou a medalha de ouro no revezamento de 400 metros masculino.
Em Londres 2012 ficou em 5º lugar na final dos 400 metros com barreiras.